# Naturschutzgebiet Freyenter Wald
Das Naturschutzgebiet Freyenter Wald liegt im Gebiet der Stadt Aachen direkt an der belgischen Grenze, südlich von Lichtenbusch. Das Naturschutzgebiet besteht aus einer größeren Teilfläche im Nordwesten und einer kleineren Teilfläche im Südosten des Freyenter Waldes. Auf der belgischen Seite schließt sich ein größerer Waldkomplex an den Freyenter Wald.  Das Waldgebiet ist leicht nach Südosten geneigt.

## Beschreibung
Die Bodenverhältnisse sind als sauer zu bezeichnen und wechseln von trockenen Lagen bis zu mehr feuchten bis staunassen Bereichen. Im Schutzgebiet wachsen 100- bis 150-jährige Eichen, dazwischen an feuchten Standorten Schwarz-Erlen. Im Naturschutzgebiet befand sich bei Ausweisung im Nordwesten eine 20- bis 25-jährige Fichtenaufforstung. Im Schutzgebiet ist in der Krautschicht mit geringem bis hohem Deckungsgrad Adlerfarn zu finden, mit Salbeigamander, Drahtschmiele, Hasel und Faulbaum durchsetzt. Teile des Waldbodens sind von Teppichen von Buschwindröschen und Maiglöckchen bedeckt. An lichten Stellen wachsen Waldgräser, ferner Pflanzenarten wie Grünliche Waldhyazinthe, Zweiblättrige Schattenblume, Vielblütige Weißwurz, Sumpf-Pippau, Schwarze Teufelskralle, Gold-Hahnenfuß und Hohe Schlüsselblume. Im Wald kommen Tierarten wie Buntspecht, Mittelspecht, Rotmilan, Habicht, Wacholderdrossel, Erdkröte, Grasfrosch, Teichmolch und Kaisermantel vor.
2020 kauften die NRW-Stiftung und der NABU Aachen 69 ha Wald im Freyenter Wald von der belgischen Gemeinde Raeren, darunter auch die Fläche des Naturschutzgebietes. Dazu stellte die NRW-Stiftung 930.000 Euro und der NABU Aachen 100.00 Euro zur Verfügung. Von Wald waren 2020 ein Drittel mit Fichten und Douglasien bestockt. Der gekaufte Wald soll sich selbst überlassen werden und sich zum Urwald entwickeln. Es wurden nach dem Kauf Entwässerungsgräben geschlossen und gebietsfremde Baumarten wie Fichten und Douglasien entfernt. Auch vor 2020 wurde der Freyenter Wald relativ naturnah bewirtschaftet.

## Schutzzweck
Ziel ist hier die Erhaltung von Lebensgemeinschaften bestimmter wildlebender Pflanzen und Tiere und die Erhaltung des Traubenkirschen-Eschenwaldes mit den floristisch interessanten Arten in der Krautschicht.